# Нерпичје (Јакутија)
Нерпичје (рус. Нерпичье озеро (Саха)) је језеро у Русији. Налази се на територији Республика Саха. Површина језера износи 237 km².